# Simons huisspin
Simons huisspin (Tegenaria gigantea) is een spinnensoort in de taxonomische indeling van de trechterspinnen (Agelenidae).

## Kenmerken
Deze grote spin heeft een pootspanwijdte tot 8 cm. Het dier kan hard rennen.

## Verspreiding en leefgebied
Deze soort komt voor op de Britse Eilanden in huizen, schuren en tuinen.